# كريستي مور
كريستي مور (بالأيرلندية: Christy Moore) (و. 1945  م) هو مغني، وكاتب أغاني، وموسيقي أيرلندي، يستخدم آلات قيثارة.

## بداية حياته
وُلد مور في نيوبريدج، مقاطعة كيلدير، أيرلندا، والتحق بكلية نيوبريدج. كانت والدته نانسي مور مرشحة في انتخابات حزب فاين غايل. كان في الأصل موظفًا في أحد البنوك وأراد التعبير عن نفسه باستخدام الموسيقى التقليدية. وخلال إضراب أحد البنوك في عام 1966، والذي استمر اثني عشر أسبوعًا، ذهب إلى إنجلترا، كما فعل العديد من الموظفين المضربين، لكنه لم يعد عندما تمت تسوية الإضراب. قال: ”لقد قضيت وقتًا جامحًا ورائعًا في إنجلترا، دون أن يراقبني مدير البنك“. كان يتردد على النوادي الشعبية وحانات الموسيقى الأيرلندية حيث التقى بشيموس إينيس ومارغريت باري ولوك كيلي ومارتن بيرنز والعديد من الموسيقيين التقليديين الآخرين. وعندما انتقل الثلاثي الغنائي الأيرلندي (بالإنجليزية: The Grehan Sisters) إلى شمال إنجلترا من دبلن في عام 1967، والذي كان مور على معرفة سابقة بهم، ساعدوا مور في الحصول على مكانة أعلى من خلال منحه اتصالات وفقرات دعم في حفلاتهم الموسيقية.

## التعليم
تعلم في Newbridge College ‏.